# 岸田光太郎
岸田 光太郎（きしだ こうたろう、1872年〈明治5年〉4月 - 没年不明）は、台湾基隆に居住した日本人で、材木商人。岸田材木店創業者。
政治家の岸田文雄や宮澤洋一の曽祖叔父。岸田幾太郎は兄、岸田正記、岸田正次郎は甥にあたる。

## 経歴
岸田忠次郎の三男として広島県賀茂郡西志和村（現東広島市）に生まれる。岸田家は代々農業を営んでいた。郷里の小学校に入って普通学を修め、父業を助けて郷里に暮らす。
日清戦争が終結し台湾が日本の領土に属すると、1897年（明治30年）3月に兄と共に台湾へ渡り、基隆市にて材木商を開業した。同商店の開業当時は微々たる一商舗に過ぎなかったが、後に基隆屈指の材木商となった。

## 家族・親族
岸田家
- 曽祖父：直五郎 - 農業、新出屋初代当主
- 祖父：柳平 - 農業、新出屋二代目当主
- 父：忠次郎 - 農業、新出屋三代目当主
- 母：さみ
  - 兄：幾太郎（1867 - 1908） - 実業家
    - 甥：正記[5]（1895 - 1961） - 幾太郎長男、大連幾久屋百貨店主、実業家、政治家[5]。
      - 大甥：文武[5]（1926 - 1992） - 通産官僚、政治家

    - 甥：正次郎（1897 - 1979年） - 実業家、幾久屋百貨店を経営。
- 妻：タス（広島、岡田彦太郎の長女）[5][6]
  - 息子：人見（妻はサーロー節子の姉、綾子）[7][8]
    - 孫：英治（原爆により4歳で死去）[8][9]